# Baie Saraana
Ne doit pas être confondu avec Baie Sarana.
La Baie Saraana est un plan d'eau douce de la partie Sud-Ouest du réservoir Gouin, dans le territoire de la ville de La Tuque, dans la région administrative de la Mauricie, dans la province de Québec, au Canada.
Cette baie s’étend dans les cantons de Crémazie (partie Nord), d’Évanturel (partie Sud) et de Poisson (une baie du côté Ouest). À la suite de l’érection complétée en 1948 du barrage Gouin, la zone de navigabilité du réservoir Gouin et de le Baie Saraana s’est agrandie significativement. Le niveau de l’eau peut varier significativement selon la gestion du barrage Gouin ; le niveau s’abaisse généralement en fin d’hiver en prévision de la crue printanière.
Les activités récréotouristiques constituent la principale activité économique du secteur. La foresterie arrive en second.
La route forestière R1009 passe du côté Ouest de la baie Mattawa desservant la partie inférieure de la rivière Flapjack, passant dans la partie Nord du lac Tessier (réservoir Gouin) (situé au Sud de la baie Saraana) et la partie Sud du lac Bureau (réservoir Gouin). Cette route R1009 rejoint vers le Sud-Est la route 404 laquelle dessert la partie Nord du chemin de fer du Canadien National.
La surface du Baie Saraana est habituellement gelée de la mi-novembre à la fin avril, toutefois la circulation sécuritaire sur la glace se fait
généralement du début décembre à la fin de mars.

## Géographie
Les principaux bassins versants voisins du baie Saraana sont :
- côté nord : réservoir Gouin, lac du Mâle (réservoir Gouin), baie Hanotaux, baie Plamondon (réservoir Gouin), passe Kaopatinak ;
- côté est : lac Bureau (réservoir Gouin), rivière Nemio, lac Nemio, lac Lepage (rivière Wacekamiw) ;
- côté sud : décharge du lac Tessier, rivière Flapjack, rivière Clova, lac Tessier (réservoir Gouin) ;
- côté ouest : baie Mattawa, baie Adolphe-Poisson, lac Saveney, ruisseau Bignell, rivière Tamarac (rivière Gatineau).

Du côté Est, la baie Saraana est séparée du lac Bureau (réservoir Gouin) par une presqu’île s’avançant sur 16,2 km vers le nord, soit presque au village de Obedjiwan. Du côté ouest, la baie Saraana est séparée de la baie Mattawa par une presqu’île sur s’avançant sur 33 km vers le nord-est. Cette presqu’île comporte le « Mont de la Tête de Brochet » (altitude : 453 m) sur la rive Est d’un détroit reliant la partie Nord de la baie Mattawa avec sa partie Sud.
D’une longueur de 16,4 km, la baie Saraana comporte de nombreuses îles notamment l’île aux mouettes et l’île de la Police. La baie Saraana est alimentée par :
- côté Sud : la décharge d’un ensemble de lacs dont Tessier, Arcand, Darèche, Achintre, Kaotoskonakamak et Gasparo ;
- côté Est : la décharge d’un ensemble de lacs non identifiés qui se déverse dans la partie sud d’une baie située au sud-est de la baie Saraana ;
- côté Nord-Est : une baie non identifiée.

L’embouchure du Baie Saraana est localisée à :
- 25,6 km au sud-ouest du centre du village de Obedjiwan lequel est situé sur une presqu’île de la rive nord du réservoir Gouin ;
- 76,5 km à l’ouest du barrage Gouin ;
- 105,7 km au nord-ouest du centre du village de Wemotaci (rive nord de la rivière Saint-Maurice) ;
- 197 km à l’ouest du centre-ville de La Tuque ;
- 295 km au nord-ouest de l’embouchure de la rivière Saint-Maurice (confluence avec le fleuve Saint-Laurent à Trois-Rivières)[1].

L’embouchure d’une largeur de 0,3 km de la baie Saraana est située au Nord-Est étant barrée par une île d’une longueur de 9,5 km (côté Ouest de l’embouchure) et une presqu’île (du côté Est) s’étirant sur 3,8 km vers l’Ouest. De là, le courant traverse la « baie du Rocher-Matci » laquelle est rattachée au lac du Mâle (réservoir Gouin) par la passe Kaopatinak.
À partir de l’embouchure de la baie Saraana, le courant coule sur 116 km jusqu’au barrage Gouin, selon les segments suivants :
- 34,1 km vers le nord-est, en traversant le lac du Mâle (réservoir Gouin) et la partie ouest du réservoir Gouin jusqu’au milieu du lac Toussaint (réservoir Gouin) situé au Sud du village d’Obedjiwan ;
- 81,9 km vers l’est, en traversant le lac Marmette (réservoir Gouin), puis vers le sud-est en traversant notamment le lac Brochu (réservoir Gouin) puis vers l’Est en traversant la baie Kikendatch, jusqu’au barrage Gouin.

À partir de ce barrage, le courant emprunte la rivière Saint-Maurice jusqu’à Trois-Rivières.

## Toponymie
En langue atikamek, cet hydronyme se traduit par baie « Des-Filles-d'Anna ».
Le toponyme "Baie Saraana" a été officialisé le 5 décembre 1968 par la Commission de toponymie du Québec, soit à sa création.